# Городище (Пензенска област)
Городишче (на руски: Городище) е град в Русия, административен център на Городищенски район, Пензенска област. Населението му към 1 януари 2018 година е 7885 души.